# Клименко Андрій Віталійович
Андрій Віталійович Клименко (нар. 13 вересня 1977, УРСР) — український футболіст, захисник.

## Клубна кар'єра
Вихованець УФК (Львів). У 1994 році розпочав кар'єру в ФК «Львів». Влітку 1997 року перейшов до полтавської «Ворскли», в складі якої 9 липня 1997 року дебютував у Вищій лізі в матчі з криворізьким «Кривбасом» (0:2). Потім виступав у клубах «Зірка» (Кіровоград) та «Металург» (Донецьк), а влітку 1999 року повернувся до ФК «Львову». Після розформування клубу в 2001 році перейшов у криворізький «Кривбас». У 2002 році підсилив ПФК «Олександрію». Дебютував у футболці олександрійського клубу 21 квітня 2002 року в програному (1:3) виїзному поєдинку 19-о туру Вищої ліги проти криворізького «Кривбасу». Андрій вийшов на поле в стартовому складі, а на 69-й хвилині його замінив Юрій Шевчук. У складі «Поліграфтехніки» у Вищій лізі чемпіонату України провів 5 поєдинків. У 2003 році зіграв 10 матчів у футболці «Жетису», який виступав у казахстанській Суперлізі. У 2004 році повернувся в Україну та підписав контракт з ужгородським «Закарпаттям». У 2004 році повернувся до «Ворскли». Завершив кар'єру гравця в клубі «Гірник-спорт» (Комсомольськ).

## Кар'єра в збірній
У 1994 році виступав у юнацькій збірній України. На юніорському чемпіонаті Європи 1994 року, який проходив в Ірландії, разом з командою завоював 3-є місце.

## Досягнення

### Збірна
- Юнацький чемпіонат Європи з футболу
  -  Бронзовий призер (1): 1994